# Episodi di Vai Diego
Questa è la lista degli episodi di Vai Diego.

## Stagioni

### Stagione 1
- 01. Salviamo le raganelle dagli occhi rossi
- 02. Diego salva mamma bradipo e baby bradipo
- 03. Chinta il piccolo Chinchilla
- 04. Diego salva il balenottero megattero
- 05. Tempo di arrampicare per Baby Giaguaro
- 06. I tre piccoli condor
- 07. Primo giorno di scuola per Pepito il pinguino
- 08. La gara nella foresta pluviale dell'armadillo
- 09. Mamma Ara Macao
- 10. Linda il lama salva il carnevale
- 11. La nascita della farfalla blu morpho
- 12. Una bua per la marmosetta pigmea
- 13. Acqua fresca per Ana l'Anaconda
- 14. Linda la libraia
- 15. Chico e Rita gli orsi dagli occhiali marroni
- 16. Diego e il grande salvataggio dei dinosauri
- 17. Salviamo il cucciolo di crisocione
- 18. Baby Giaguaro in soccorso
- 19. Soccorriamo la tartaruga di mare

### Stagione 2
- 01. Diego salva il delfinetto di fiume
- 02. Diego e il balenottero megattero in soccorso
- 03. Salviamo il piccolo Kinkajou
- 04. Macky il pinguino macaroni
- 05. Il canto della ninna nanna dell'Iguana
- 06. Una nuova prateria per Panchita il cane del deserto
- 07. Diego salva il natale
- 08. Il ruggito perduto di Baby Giaguaro: il grande soccorso
- 09. Diego l'eroe
- 10. San Valentino con Sammy il bradipo
- 11. La grande gara del corridore del deserto
- 12. Il viaggio a casa del tapiro
- 13. Jorge il piccolo falco impara a volare
- 14. Il polpo gigante in soccorso
- 15. Un mistero sottomarino
- 16. Il Safari di Diego
- 17. Diego e Alicia salvano le lontre marine
- 18. Alicia salva il coccodrillo
- 19. Rhea la soccorritrice di animali

### Stagione 3
- 01. Rhasodia nella foresta pluviale
- 02. Scherzi da gorilla
- 03. Tuga aiuta la luna
- 04. Willie l'anatra fischiatrice trova un amico
- 05. Il flauto magico di Kicho
- 06. Diego e il porcospino salvano la Pinata
- 07. L'iguana verde e Abuelito la pianta nella nuova fabbrica di fragole
- 08. Super scoiattolo volante in soccorso
- 09. Diego e Dora aiutano la piccola monarca ad andare al festival
- 10. Salviamo la tartatuga gigante
- 11. Alicia e Coda Bianca fanno i soccorritori
- 12. Un mondo di insetti
- 13. Freddie il pipistrello gustoso di frutta salva Halloween
- 14. L'avventura in Egitto del cammello
- 15. Una nuova mamma fenicottero
- 16. Il tricheco della sirena in soccorso
- 17. Il giorno della madre di Bobo
- 18. Il grande salvataggio degli orsi polari